# Antonio Zito
Antonio Zito (Napoli, 6 giugno 1986) è un dirigente sportivo ed ex calciatore italiano, di ruolo centrocampista.

## Carriera

### Club

#### L'esordio a Sorrento e il passaggio al Taranto
Ha mosso i suoi primi passi nella pianurese, per poi passare a giocare con il Sorrento nei dilettanti nella stagione 2003-2004 collezionando 57 presenze e 20 gol complessivi fra Campionato e Coppa Italia Serie D in 3 stagioni, realizzando seppur giovanissimo poco più che diciottenne, la sua prima rete il 29 agosto 2004, nel ritorno del Primo Turno di Coppa Italia Serie D 2004-2005, quando il Tecnico La Scala gli dà fiducia nella partita Boys Caivanese-Sorrento-0-5, seppur sostituito al 63' da Maiorano, era riuscito al 37' a raddoppiare per la sua squadra. La sua affermazione avviene però in Serie C1 con il Taranto nelle stagioni 2006-2007 e 2007-2008, dove colleziona 22 presenze e 3 gol nella prima e 24 presenze e 4 gol nella seconda.

#### Il passaggio al Siena e i vari prestiti
Nell'estate del 2008 viene acquistato dal Siena. Ha esordito in Serie A il 25 gennaio 2009 in Siena-Atalanta. La seconda presenza in massima divisione arriva il successivo 24 maggio, quando entra in campo all'inizio del secondo tempo di Siena-Juventus, mentre una settimana dopo viene schierato da titolare nell'ultima partita di campionato contro la Reggina. Il 9 luglio 2009 viene acquistato in prestito con diritto di riscatto della metà del cartellino dal Crotone con il quale gioca in Serie B, 17 presenze e 3 reti per lui. Il Crotone non esercita il riscatto e ritorna al Siena per passare in prestito il 31 agosto al Benevento 29 presenze comprese 2 partite di play-off Lega Pro Prima Divisione 2010-2011.

#### Il trasferimento alla Juve Stabia
Il 6 luglio 2011 risolve il contratto che lo lega al Siena per firmare un triennale con la Juve Stabia, squadra neopromossa in Serie B. Con le vespe inizia una stagione da assoluto protagonista. Segna la sua prima rete all'ottava giornata il 5 ottobre 2011, durante il derby Nocerina-Juve Stabia terminata 2-3 in favore degli stabiesi, a fine anno 32 presenze e 2 reti per lui. Per la stagione 2012-2013 resta in Campania. Inizia l'annata bene, poi resta fuori per infortunio, e a fine stagione colleziona 23 presenze e 3 reti a cui vanno aggiunte le 2 presenze ed una rete in Coppa Italia.

#### Ternana
Il 29 luglio 2013 passa a titolo definitivo alla Ternana, firmando un contratto biennale. Nonostante uno stop a inizio stagione a causa di infortunio al ginocchio, al ritorno in campo a febbraio, si rivela uno dei migliori della squadra, contribuendo alla salvezza della squadra umbra.
In rossoverde ha collezionato 26 presenze e realizzato 3 reti in campionato, una presenza anche in Coppa Italia 2013-2014.

#### Avellino
L'11 luglio 2014, con un contratto triennale, viene acquisito a titolo definitivo dall'Avellino. Al termine della sua prima stagione in Irpinia totalizza 40 presenze e 3 reti divise tra stagione regolare, play off e Coppa Italia. La stagione seguente per Zito riparte dallo stadio Renzo Barbera in cui i biancoverdi sono di scena nel terzo turno di Coppa Italia.
In campionato riparte come titolare alla prima giornata in occasione del derby contro la Salernitana.

#### Salernitana
L'8 gennaio 2016 viene acquistato a titolo definitivo dalla Salernitana, squadra rivale dell'Avellino. Il 24 aprile 2016 segna il suo primo goal in maglia granata nella partita contro il Livorno terminata col risultato di 3-1 a favore dei granata a discapito degli amaranto. 19 presenze e 2 reti complessive per lui in questa seconda parte di stagione, 17 (1) in campionato più altre 2 presenze ed una rete nella partita di andata dei Play-out contro la Virtus Lanciano, (1-4) e (1-0) i risultati che danno la salvezza alla Salernitana.

#### Casertana
Il 17 agosto 2018 si trasferisce alla Casertana in Serie C.

#### AZ Picerno e Paganese
Il 30 settembre 2020 si accasa all'AZ Picerno.
Il 10 agosto 2021 firma per la Paganese. Il 10 febbraio 2022 rescinde il proprio contratto con il club campano.

## Statistiche

### Presenze e reti nei club
| Stagione           | Squadra            | Campionato         | Campionato | Campionato | Coppe nazionali | Coppe nazionali | Coppe nazionali | Coppe europee | Coppe europee | Coppe europee | Altre coppe | Altre coppe | Altre coppe | Totale | Totale |
| Stagione           | Squadra            | Comp               | Pres       | Reti       | Comp            | Pres            | Reti            | Comp          | Pres          | Reti          | Comp        | Pres        | Reti        | Pres   | Reti   |
| ------------------ | ------------------ | ------------------ | ---------- | ---------- | --------------- | --------------- | --------------- | ------------- | ------------- | ------------- | ----------- | ----------- | ----------- | ------ | ------ |
| 2003-2004          | Sorrento           | D                  | 4          | 0          | CI-D            | -               | -               |               | -             | -             |             | -           | -           | 4      | 0      |
| 2004-2005          | Sorrento           | D                  | 26         | 9          | CI-D            | 1               | 1               |               | -             | -             |             | -           | -           | 27     | 10     |
| 2005-2006          | Sorrento           | D                  | 22         | 8          | CI-D            | 4               | 2               |               | -             | -             |             | -           | -           | 26     | 10     |
| Totale Sorrento    | Totale Sorrento    | Totale Sorrento    | 52         | 17         |                 | 5               | 3               |               | -             | -             |             |             |             | 57     | 20     |
| 2006-2007          | Taranto            | C1                 | 22+2       | 3+1        | CIC             | 3               | 1               |               | -             | -             |             | -           | -           | 27     | 5      |
| 2007-2008          | Taranto            | C1                 | 24+4       | 4+0        | CIC             | 5               | 2               |               | -             | -             |             | -           | -           | 33     | 6      |
| Totale Taranto     | Totale Taranto     | Totale Taranto     | 46+6       | 7+1        |                 | 8               | 3               |               | -             | -             |             |             |             | 60     | 11     |
| 2008-2009          | Siena              | A                  | 3          | 0          | CI              | 0               | 0               |               | -             | -             |             | -           | -           | 3      | 0      |
| 2009-2010          | Crotone            | B                  | 17         | 3          | CI              | 0               | 0               |               | -             | -             |             | -           | -           | 17     | 3      |
| 2010-2011          | Benevento          | PD                 | 27+2       | 0          | CI              | 0               | 0               |               | -             | -             |             | -           | -           | 29     | 0      |
| 2011-2012          | Juve Stabia        | B                  | 32         | 2          | CI              | 0               | 0               |               | -             | -             |             | -           | -           | 32     | 2      |
| 2012-2013          | Juve Stabia        | B                  | 23         | 3          | CI              | 2               | 1               |               | -             | -             |             | -           | -           | 25     | 4      |
| Totale Juve Stabia | Totale Juve Stabia | Totale Juve Stabia | 55         | 5          |                 | 2               | 1               |               | -             | -             |             |             |             | 57     | 6      |
| 2013-2014          | Ternana            | B                  | 26         | 3          | CI              | 1               | 0               |               | -             | -             |             | -           | -           | 27     | 3      |
| 2014-2015          | Avellino           | B                  | 35+3       | 2+1        | CI              | 2               | 0               |               | -             | -             |             | -           | -           | 40     | 3      |
| 2015-gen. 2016     | Avellino           | B                  | 12         | 1          | CI              | 1               | 0               |               | -             | -             |             | -           | -           | 13     | 1      |
| Totale Avellino    | Totale Avellino    | Totale Avellino    | 47+3       | 3+1        |                 | 3               | 0               |               | -             | -             |             |             |             | 53     | 4      |
| gen.-giu. 2016     | Salernitana        | B                  | 17+2       | 1+1        | CI              | -               | -               |               | -             | -             |             | -           | -           | 19     | 2      |
| 2016-2017          | Salernitana        | B                  | 31         | 1          | CI              | 2               | 0               |               | -             | -             |             | -           | -           | 33     | 1      |
| 2017-2018          | Salernitana        | B                  | 15         | 3          | CI              | 2               | 1               |               | -             | -             |             | -           | -           | 17     | 4      |
| Totale Salernitana | Totale Salernitana | Totale Salernitana | 63+2       | 5+1        |                 | 4               | 1               |               | -             | -             |             |             |             | 69     | 7      |
| 2018-2019          | Casertana          | C                  | 26         | 1          | CI-C            | 0               | 0               | -             | -             | -             | -           | -           | -           | 26     | 1      |
| 2019-2020          | Casertana          | C                  | 23         | 2          | CI+CI-C         | 1+1             | 0               | -             | -             | -             | -           | -           | -           | 25     | 2      |
| Totale Casertana   | Totale Casertana   | Totale Casertana   | 49         | 3          |                 | 2               | 0               |               | -             | -             |             | -           | -           | 51     | 3      |
| 2020-2021          | AZ Picerno         | D                  | 15         | 2          |                 | -               | -               | -             | -             | -             | -           | -           | -           | 15     | 2      |
| 2021-gen. 2022     | Paganese           | C                  | 15         | 0          | CI-C            | 1               | 0               | -             | -             | -             | -           | -           | -           | 16     | 0      |
| gen.-giu. 2022     | Nola               | D                  | 14         | 0          |                 | -               | -               | -             | -             | -             | -           | -           | -           | 14     | 0      |
| Totale carriera    | Totale carriera    | Totale carriera    | 429+12     | 48+3       |                 | 26              | 8               |               | -             | -             |             |             |             | 468    | 59     |

## Palmarès

### Club

#### Competizioni nazionali
- Serie D: 1

Sorrento: 2005-2006
- Coppa Italia Dilettanti: 1

Sorrento: 2005-2006